# La Confluence

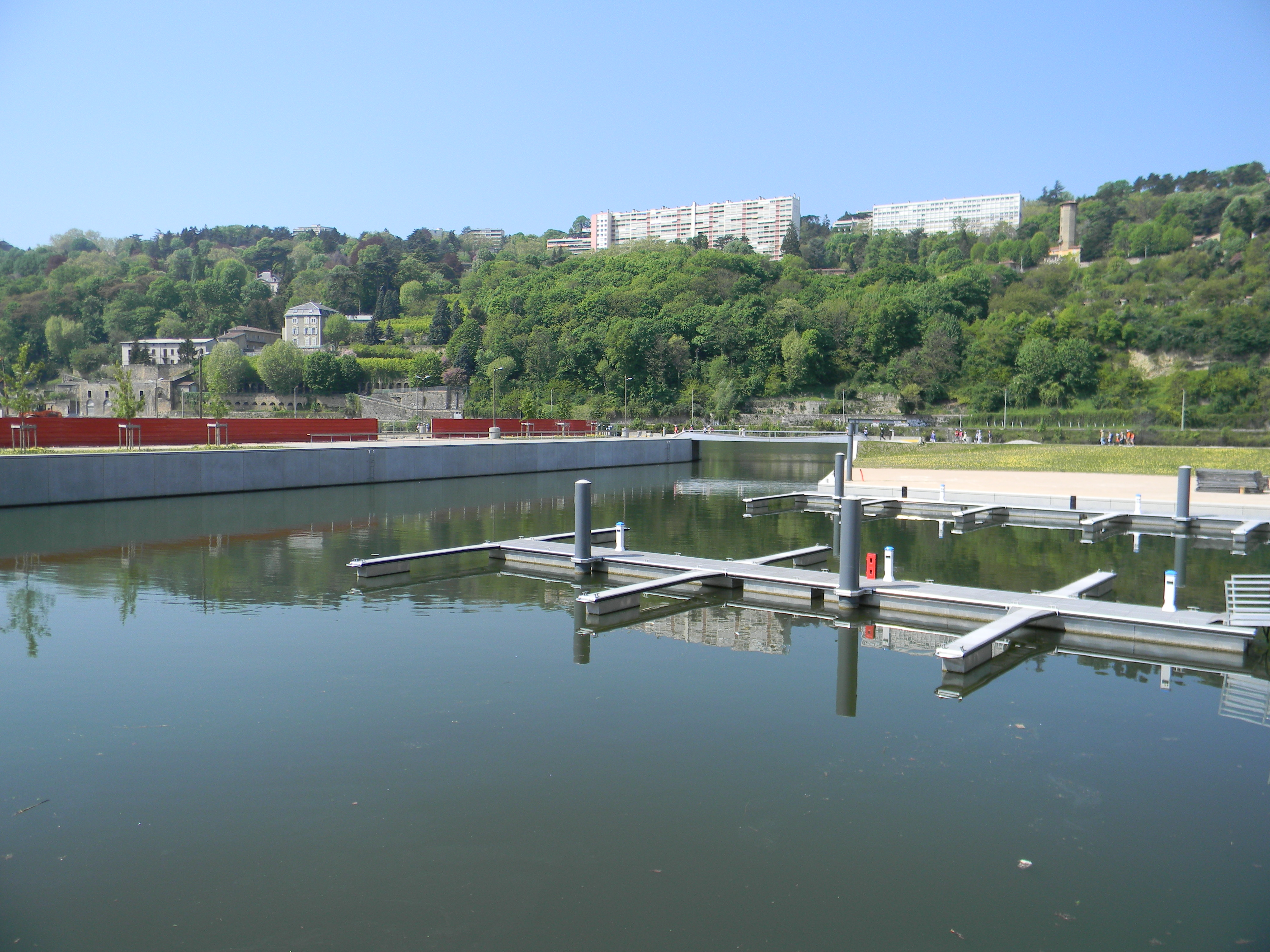
Haven bij La Confluence

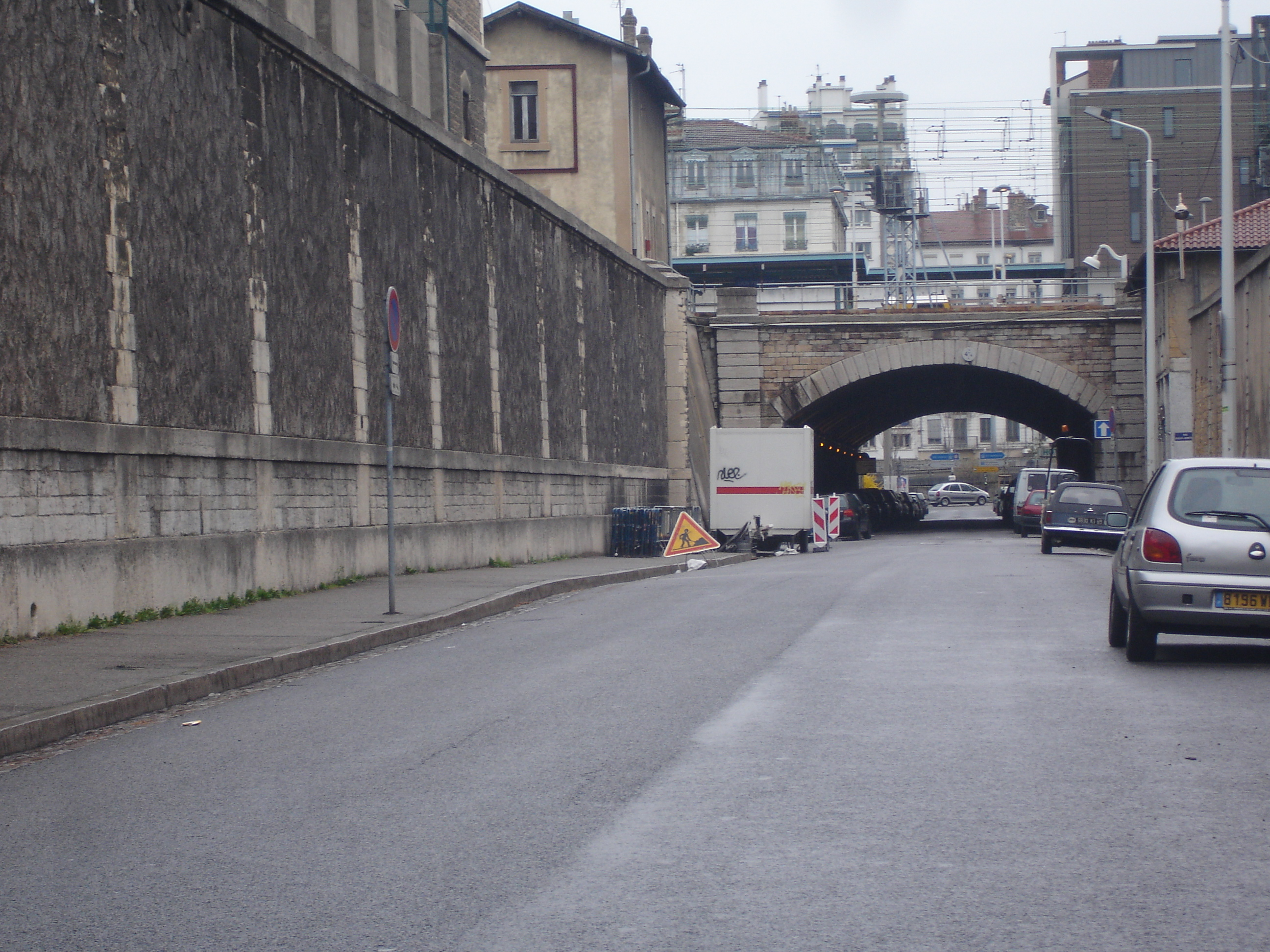
La Confluence

La Confluence of Lyon Confluence is een wijk van ongeveer 150 hectare in de Franse stad Lyon, die sterk in ontwikkeling is.
De wijk is gelegen bij de samenvloeiing (Frans: confluence) van de rivieren Saône en de Rhône, op het zuidelijke deel van het schiereiland Presqu'île, ten zuiden van het station Lyon-Perrache. Op het zuidelijkste puntje van het schiereiland, waar de Saône en de Rhône samenkomen, werd het Musée des Confluences gebouwd, een ontwerp van Coop Himmelb(l)au. Dit museum werd geopend in 2014. Ernaast staat het al even opvallende hoofdkwartier van Euronews uit 2015. Een ander modern gebouw is het woongebouw Îlot B2 van het Zwitserse architectenbureau Diener & Diener uit 2021.